# François de La Fayette
Pour les articles homonymes, voir Lafayette.
Pour les autres membres de la famille, voir Famille Motier de La Fayette.
François de La Fayette (né à Espinasse-Vozelle vers 1590 et mort à Limoges le 3 mai 1676) est un ecclésiastique qui fut évêque de Limoges de 1627 à 1676.

## Biographie
François Motier de La Fayette est issu d'une famille illustre originaire d'Auvergne et du Bourbonnais qui a déjà donné le maréchal de France Gilbert Motier de La Fayette. Il nait vers 1590, troisième fils de Claude († 1639), seigneur de La Fayette, d'Espinasse, d'Hautefeuille et de Nades, et de Marie d'Allègre († 1612), née elle aussi dans une autre noble famille. On dispose de peu d'information sur sa formation, suivie sans doute au collège des Jésuites de Riom où il obtient quelques degrés en théologie. 
Il est tonsuré en 1603. Reçu chanoine-comte de Lyon en 1610, il devient premier aumônier de la jeune reine Anne d'Autriche en 1617 dont sa parente la marquise de Sénécy est la première dame d'honneur. On lui propose l'évêché de Tréguier en 1619 mais il décline ce siège épiscopal mineur aux revenus insuffisants.
Il est nommé évêque de Limoges en 1627 et consacré en 1628 par l'archevêque de Bourges dans l'église des Minimes de la Place Royale de Paris. La reine qui assiste à la cérémonie avec de nombreux grands seigneurs et prélats lui fait remettre un anneau de grande valeur comme marque publique de son estime et de sa bienveillance. François de La Fayette ne se séparera jamais de ce bijou. Il est pourvu en commende de l'abbaye de Dalon dans le diocèse de Limoges et laisse une réputation de « zèle et de sagesse »  qui lui vaut d'être délégué par Limoges pendant La Fronde à l'Assemblée générale du royaume de 1651. Il est également le député de la province ecclésiastique de Bourges lors de l'Assemblée du clergé de 1655. 
Au cours de son très long épiscopat, il institue en 1657 le grand séminaire de Limoges (séminaire des Ordinands et séminaire de la Mission). Il contraint les curés à résider dans leur paroisse, réunit de nombreux synodes et publie encore des ordonnances synodales en 1673. François de La Fayette établit son testament le 29 mai 1670, il institue comme héritier universel l’hôpital de Limoges. Devenu infirme, il obtient la nomination d'un coadjuteur et futur successeur en la personne de Louis de Lascaris d'Urfé en février 1676, mais il meurt dès le 3 mai suivant, à l'âge de 86 ans, avant la consécration de son coadjuteur. Il est inhumé dans la chapelle de la Mission à Limoges.